# Astragalus casei
Astragalus casei es una especie de planta herbácea perteneciente a la familia de las leguminosas. Es originaria de Estados Unidos.

## Descripción
Es una hierba perenne ramificada y nervuda formando un grupo abierto de tallos dentados de hasta 40 centímetros de largo. Las hojas son de hasta 10 centímetros de largo y compuestas por foliolos delgados, estrechos, en forma de lanza. La planta tiene una inflorescencia de hasta 25 cm con flores de color rosa, lila, o blancas. Cada flor mide de entre 1 y 2 centímetros de largo. El fruto es una legumbre de 2 a 5 centímetros de largo. Es estrecho, ligeramente velloso, y con punta con un pico agudo. Es pulposa cuando nueva y cuando se seca tiene una textura dura.

## Distribución
Es una planta herbácea perennifolia que se encuentra en Estados Unidos donde se distribuye por California y Nevada en el Desierto de Mojave.

## Taxonomía
Astragalus casei fue descrita por Asa Gray y publicado en Geological Survey of California, Botany 1: 154. 1876.
Etimología
Astragalus: nombre genérico derivado del griego clásico άστράγαλος y luego del Latín astrăgălus aplicado ya en la antigüedad, entre otras cosas, a algunas plantas de la familia Fabaceae, debido a la forma cúbica de sus semillas parecidas a un hueso del pie.
casei: epíteto  otorgado en honor del botánico Frederick W. Case.
Sinonimia
- Tragacantha casei (A.Gray) Kuntze
- Xylophacos casei (A.Gray) Rydb.[3][4]